# Чатфилд (город, Миннесота)
Чатфилд (англ. Chatfield) — город  в округах Филмор,Олмстед, штат Миннесота, США. На площади 5,2 км² (5,2 км² — суша, водоёмов нет), согласно переписи 2002 года, проживают 2394 человека. Плотность населения составляет 464 чел./км².
- Телефонный код города — 507
- Почтовый индекс — 55923
- FIPS-код города — 27-11008[1]
- GNIS-идентификатор — 0641133[2]